# Muharrem
Muharrem ist ein männlicher Vorname arabischer Herkunft, abgeleitet von Muharram (arabisch محرم, DMG Muḥarram), dem ersten Monat des islamischen Kalenders. Der Name kommt in der Türkei, vereinzelt auch in Albanien und im Kosovo vor.

## Namensträger
- Muharrem Candaş (1921–2009), türkischer Ringer
- Muharrem Efe (* 1990), türkischer Fußballspieler
- Muharrem Gürbüz (* 1957), türkischer Fußballspieler und -trainer
- Muharrem İnce (* 1964), türkischer Lehrer und Politiker
- Muharrem Kasa (* 1977), türkischer Fußballtorhüter